# Doue (motorfiets)
Doue is een Frans historisch merk van motorfietsen.
De bedrijfsnaam was: Ets. Doue, Paris.
Ets. Doue begon in 1903 met de productie van motorfietsen door 1½pk-snuffelklepmotoren in verstevigde fietsframes te monteren. Aan het einde van de jaren nul daalde de populariteit van motorfietsen, nu de nieuwigheid eraf was, en in 1910 beëindigde men de productie.